# Combat a ganivet
Un combat a ganivet (de vegades incorrectament referit com a duel) és un violent enfrontament físic entre dos o més combatents en què un o més dels participants estan armats amb un ganivet. Una baralla a ganivet es defineix per la presència d'un ganivet i la intenció violenta dels combatents de matar o incapacitar als altres a tot preu, no per regles, habilitats, o entrenament; els participants poden ser totalment inexperts, autodidactes, o haver-se entrenat en un o més sistemes formals o informals de lluita amb ganivet. Les lluites de ganivets poden implicar l'ús de qualsevol tipus de ganivet, encara que els ganivets de combat són deliberadament dissenyats per a aquestes confrontacions (la daga n'és un exemple).

## Història i desenvolupament de les tècniques de lluita a ganivet
Durant la llarga història del ganivet com a arma, molts sistemes o escoles de lluita a ganivet s'han desenvolupat per tot el món. Cada una es distingeixen per la regió i la cultura del seu origen. En els últims segles d'invasió repetida i conquesta de territoris estrangers pels exèrcits invasors s'han traduït amb freqüència en la difusió i adopció dels ganivets i les tècniques de ganivet de combat. Aquestes van ser al seu torn adaptades i millorades a través de llarga pràctica i exercicis, de vegades durant centenars d'anys.

## Escoles i mètodes de lluita a ganivet
A Andalusia, l'ús d'un punyal llarg, com un ganivet de combat ha estat freqüent entre els pobles d'aquesta regió des del segle xvii.
El mètode de combat l''Esgrima de Criolla ("l'escola criolla") va ser popularitzat pels gautxos de l'Amèrica del Sud i la seva gran fulla facón. Privats de la seva capacitat d'usar una espasa per diversos edictes, els senyors espanyols a l'Amèrica del Sud van adoptar el facón.